# Bernard de Caux

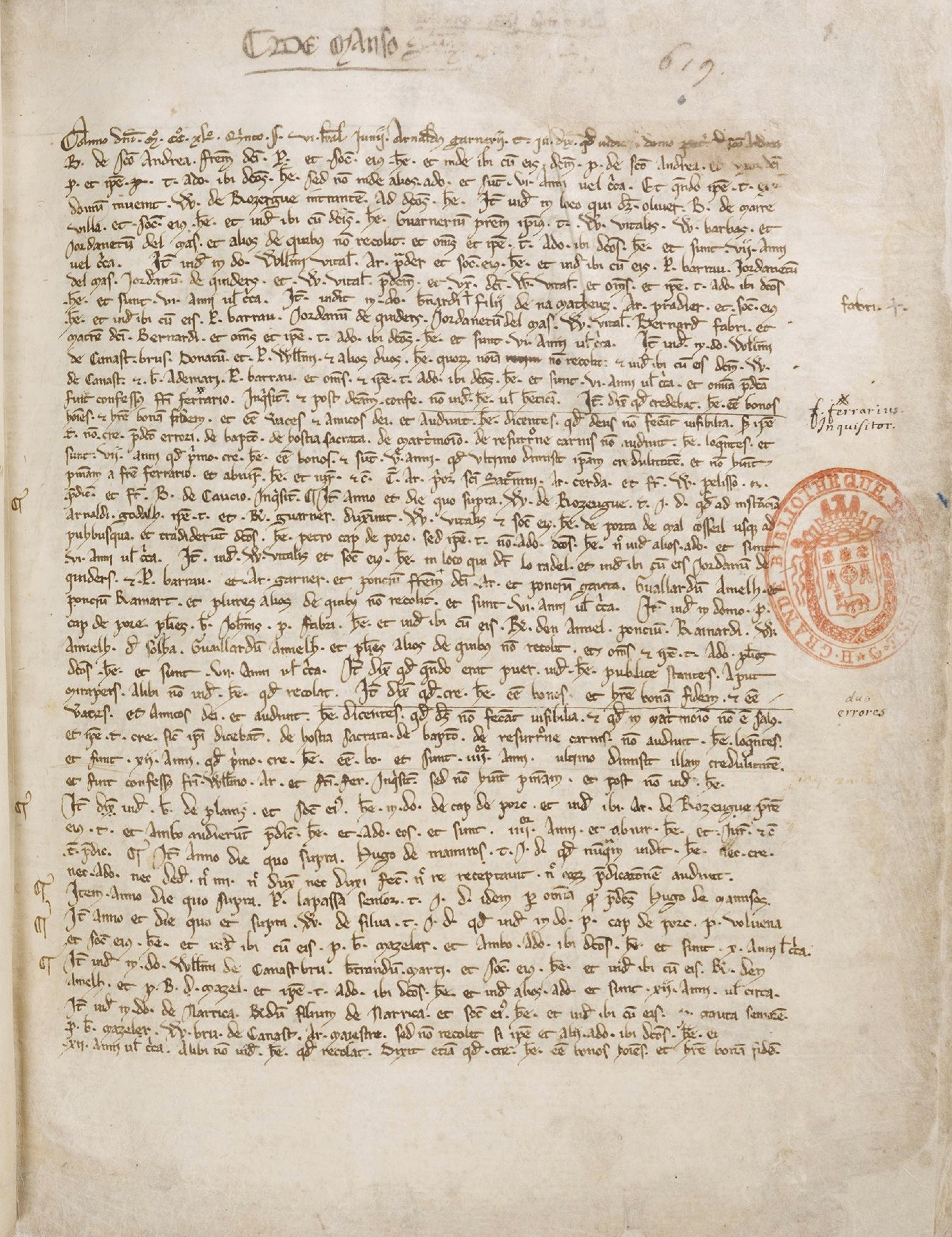
Pierwsza strona przesłuchań świadków Bernarda de Caux Interrogatoires subis par des hérétiques albigeois par-devant frère

Bernard de Caux (zm. 26 listopada 1252 w Agen) – francuski dominikanin i inkwizytor.
Pochodził z Langwedocji. W latach 1243–1248 był inkwizytorem Tuluzy, a w 1248/49 inkwizytorem Carcassonne. Obie te funkcje sprawował razem ze współbratem zakonnym Jeanem de Saint-Pierre. Wspólnie z nim przewodniczył masowym śledztwom przeciwko langwedockim katarom. Zachowane fragmentarycznie protokoły z tych śledztw dokumentują przesłuchania około 5,5 tysiąca osób. Na podstawie swojego doświadczenia obaj inkwizytorzy napisali jeden z najstarszych podręczników dla inkwizytorów, zatytułowany Processus Inquisitionis.
W 1249 roku wycofał się z działalności inkwizytorskiej, a ostatnie lata życia spędził w Agen, gdzie założył konwent dominikański. W tradycji zakonnej przypisywano mu po śmierci cuda i bywał niekiedy określany jako błogosławiony, jednak jego kultu nigdy nie zatwierdzono.